# Пилигримовый стан
Пилигримовый стан (пильгерстан) — двухвалковый трубопрокатный стан для периодической прокатки труб в валках с переменным калибром, вращающихся навстречу подаваемой заготовке (гильзе). Технология запатентована в 1885 году Максом и Рейнхардом Маннесманами. Изобретение пилигримового стана и пильгер-технологии оказалось первым способом массового производства бесшовных труб.

## История изобретения
Появление пильгерного способа производства бесшовных труб, первого по существу массового их производства, явилось следствием развития самых разнообразных отраслей промышленности и, в частности, нефтяной, предъявивших металлургии требования на трубы больших длин и широкого диапазона диаметров.
На установках с пилигримовым станом примерно в 1890 году впервые началась прокатка бесшовных труб. Впервые пильгерстан был запущен в эксплуатацию в 1890 году в городе Хомутове (Чехия).
Процесс горячей пилигримовой прокатки труб был создан в результате революционного изобретения братьев Маннесманн, которые предложили сначала получение из круглой заготовки (слитка) полой толстостенной трубы (гильзы) методом винтовой прошивки на короткой профильной оправке, а затем способ периодической раскатки гильзы на цилиндрическом дорне в тонкостенную трубу.
В 1970-е годы в мире насчитывалось около 80 пилигримовых агрегатов, что соответствовало примерно 160 пилигримовым станам, так как на одном агрегате эксплуатируются в среднем по два пильгерстана, работающих параллельно. На 1987 год в мире эксплуатировалось 49 пилигримовых агрегатов с 98 пильгерстанами. На 2013 год число действующих пилигримовых агрегатов на Украине и в России сократилось до четырех, при этом на Украине эксплуатируется только агрегат 5-12" на ПАТ «Интерпайп НТЗ».

## Происхождение названия
При пильгер-процессе раскатываемая валками толстостенная заготовка-гильза с каждым оборотом валков получает движение вперёд, а затем на меньшее расстояние назад. Движение заготовки несколько напоминает один из способов хождения в старину «по обету» некоторых пилигримов: два шага вперёд, шаг назад. Это и дало название технологии.

## Принцип работы стана
Конструкция пилигримового стана представляет собой двухвалковую клеть с калибром переменного сечения и подающий механизм. Валки вращаются в противоположном движению заготовки направлении. Металл обжимается в калибре переменного сечения только за полуоборот валков.

## Пильгер-станы в СССР
- Нижнеднепровский трубопрокатный завод, Днепропетровск — пильгерстан, диаметры от 2½ до 4½ дюймов (в экспл. с 1913)[9]
- Мариупольский металлургический комбинат имени Ильича — две пильгерклети, диаметры от 8 до 16 дюймов (в экспл. с 1930)[10]
- Таганрогский металлургический завод, Таганрог — сдвоенная установка, диаметры от 5 до 10 дюймов[9] (в экспл. с 1933[11] по 2008).[12]
- Нижнеднепровский трубопрокатный завод, Днепропетровск — сдвоенная установка, диаметры от 6 до 12 дюймов (в экспл. с 1935 по наст. время).[9][13]
- Северский трубный завод, Полевской (в экспл. с 1976[14][15] по 2014[4])
- Первоуральский новотрубный завод, Первоуральск.
- Челябинский трубопрокатный завод, Челябинск (в экспл. с 1942[16], эвакуирован из Мариуполя).

## Недостатки технологии
К основным недостаткам пильгер-процесса специалисты на сегодняшний день относят следующее: недостаточная производительность пилигримовых станов; повышенная разностенность готовых труб; увеличенный расходный коэффициент металла при прокатке тонкостенных труб.

## Перспективы технологии
Пилигримовый способ относится к наиболее экономичным и универсальным способам производства бесшовных труб, так как переход на другой размер труб на пильгерстане занимает значительно меньше времени чем, например, на непрерывном многоклетьевом стане. Поэтому, несмотря на востребованность новых технологий проката, производство труб на пилигримовых агрегатах продолжает оставаться одним из самых распространенных в мире для получения горячекатаных труб широкого сортамента по размерам и маркам сталей.

## Пильгерстан в культуре
- Один из главных героев романа Игоря Бондаренко «Такая долгая жизнь» (1978) Алексей Путивцев работал машинистом пильгерстана на Таганрогском металлургическом заводе[17].
- В 2014 году демонтированный на Северском трубном заводе пильгерстан был отреставрирован и установлен в качестве музейного экспоната на территории музейного комплекса «Северская домна»[4].